# Pământ (mitologie)
În mitologie, pământul este un element primordial, al genezei și al creației omului. Face parte din cele patru elemente care formează lumea înconjurătoare, alături de apă, foc și aer. În multe mitologii, pământul devine prin personificare, pereche a cerului, între care se stabilește o relație armonioasă, de iubire eternă. Pământul și cerul sunt elemente contrastante, opuse, la fel ca bărbatul și femeia și se completează unul pe celălalt. Astfel au apărut în diferite mitologii cupluri de zei, dintre care unul reprezintă cerul, iar celălalt pământul:
- Geea (Gaia) și Uranus(mitologie greacă)
- Geb și Nut (mitologie egipteană)

Pământul este reprezentat în mitologie, drept cel mai cunoscut și familiar pentru oameni dintre cele patru elemente primordiale. El ocupă diferite ipostaze, în mituri:
- 1. Pământul, element al genezei lumii; Mitologia greacă, vorbește explicit despre această proprietate a pământului personificat de zeița Gaia. Această zeiță s-a născut împreună cu Uranus din Haos, fiind primele două elemente din care s-a constituit lumea. În alte variante ale legendei, cei doi zei s-au născut împreună cu Eros, iubirea, sugerându-se astfel comuniunea dintre pământ și cer.
- 2. Pământul, element al creației omului; În mitologia greacă, Prometeu, l-a modelat pe om din lut, din pământ. În Biblie, omul a fost făcut din lut, asupra căruia s-a suflat viață. Aceste legende, întăresc comuniunea omului cu natura, cu pământul. Omul s-a născut din pământ, iar după moarte, se va întoarce în pământ. Dar pământul nu a creat doar omul, ci și zeii. Așa se explică existența zeițelor-mame ale pământului, cele care au dat naștere generațiilor de zei. Aceste zeițe nu reprezentau doar pământul, ci și fertilitatea, prosperitatea, belșugul.
- Zeițele-mame:
  - Brigid - mitologie celtică
  - Demetra - mitologie greacă
  - Freya - mitologie nordică
  - Gaia - mitologie greacă
  - Ishtar - mitologie babiloniană
  - Isis - mitologie egipteană
  - Kotys - mitologie traco-dacă
- 3. Pământul, element al belșugului și al fertilității; Pământul roditor este cel ce păstrează mistere și bogății ascunse și infinite. Zeițele-mame mai sus amintite sunt personificări ale acestuia. În mitologie nordică, pământul se afla sub protecția gnomilor și a elfilor.